# Streator
Streator är en stad i den amerikanska delstaten Illinois med en yta av 15 km² och en folkmängd som uppgår till 14 190 invånare (2000). Staden hör delvis till LaSalle County och resten till Livingston County.

## Kända personer från Streator
- Clyde Tombaugh, astronom
- Jerry Weller, politiker, kongressledamot 1995-2009